# FUNNY BUDDY
『FUNNY BUDDY』（ファニー・バディ）は、ZIP-FMで放送されていたラジオ番組。

## 概要
荒戸完と、OS☆Uのメンバーとしても活動していた清里千聖がミュージックナビゲーターを務める、土曜午後の音楽番組。2020年3月をもって清里が荒戸との2番組拠点のナビゲーターと共に卒業し、その後任には2018年3月まで同じ土曜日の番組かつ当番組の後に放送される『SATURDAY GO AROUND』を担当していた川村茉由が2020年4月より放送最終回まで担当した。これら2人による抜群の掛け合いトークで、ZIPPIEを盛り上げる番組だった。不定期に「STUDIO LACHIC」などで公開生放送を必ず数回実施していた。なお、女性ナビゲーターの間にファニ棒という棒が受け継がれており、その製作者は清里である。

## ナビゲーター
- 2020年4月より、呼称がミュージックナビゲーターからナビゲーターに変更された。[2]

|   | 出演者   | 出演期間                     | 備考 |
| 1 | 荒戸完   | 2018年4月7日 - 2022年3月26日 |      |
| 2 | 清里千聖 | 2018年4月7日 - 2020年3月28日 |      |
| 3 | 川村茉由 | 2020年4月4日 - 2022年3月26日 |      |

## 放送・配信時間
いずれもJST。
ラジオ
- ZIP-FM 土曜日 13:00 - 16:00

インターネット配信
- ABEMA RADIO 土曜日 13:00 - 16:00

## タイムテーブル
の背景色はサーフボードプログラム
| 時間  | コーナー・コンテンツ                  |
| ----- | ------------------------------------- |
| 13:00 | 放送開始、メッセージテーマ発表        |
| 13:16 | WEATHER INFORMATION（ZIP-FM）         |
| 13:18 | TRAFFIC INFORMATION（ユピテル）       |
| 13:20 | CHARGE YOUR POWER（BLUETTI）          |
| 13:30 | CITY CONNECTION                       |
| 14:05 | FBリクエスト                          |
| 14:45 | Grow Up!（HB-101）                    |
| 15:00 | HEADLINE NEWS（マウスコンピューター） |
| 15:03 | TRAFFIC INFORMATION（ユピテル）       |
| 15:07 | FUNNY TALE                            |
| 15:30 | UK SOUND DRIVE（JAGUAR LAND ROVER）   |

過去
- WORLD BEAUTY SHOPPING（2018年4月7日 - 2020年3月28日）
- HiMe's TALK（2020年4月4日 - 2021年5月15日）
- HAPPY TIMES（2021年5月22日 - 7月31日・8月28日）